# Lối sống
Lối sống  là những nét điển hình, được lặp đi lặp lại và định hình nên phong cách, thói quen trong cuộc sống hàng ngày, đời sống cá nhân, nhóm xã hội, dân tộc, hay là cả một nền văn hóa. Thuật ngữ lối sống lần đầu tiên được sử dụng bởi nhà tâm lý học người Áo Alfred Adler (1870-1937). Lối sống cá nhân được đặc trưng bởi cái nhìn về thực tại (thế giới quan), cá tính, bản sắc cá nhân (bản ngã, bản thân hay là cái tôi) cũng như những ảnh hưởng bởi môi trường xung quanh như gia đình, nơi sinh sống, nơi cư trú, yếu tố giáo dục, văn hóa, truyền thống và đặc biệt là ảnh hưởng từ truyền thông. Một lối sống thường phản ánh thái độ của một cá nhân, giá trị hoặc thế giới quan của cá nhân đó. Không phải tất cả các khía cạnh của một lối sống là được hình thành một cách tự nhiên hoặc qua quá trình tiếp nhận một cách tự nguyện. Quan niệm xã hội và sự nghiêm khắc, hà khắc, kỷ luật có thể hạn chế sự lựa chọn lối sống có sẵn cho cá nhân.
Lối sống có thể bao gồm quan điểm về chính trị, tôn giáo, sức khỏe, giới tính, đạo đức, sự thân mật, và nhiều hơn nữa. Tất cả các khía cạnh này đóng vai trò trong việc hình thành lối sống của một ai đó. Cha mẹ là người thầy cô đầu tiên của những đứa trẻ. Ngoài ra thì tầng lớp xã hội, địa vị xã hội, giai cấp cũng ảnh hưởng và định hình đến lối sống cá nhân. Một số lối sống được biết đến nhiều hiện nay như lối sống bảo thủ, lối sống truyền thống, lối sống cấp tiến, lối sống phô trương, lối sống lành mạnh,... Hay là lối sống đua đòi của tuổi trẻ mới lớn, lối sống thác loạn của một số bộ phận giới trẻ và ở Việt Nam, thuật ngữ lối sống Phương Tây được nhắc nhiều trong sự đối lập với nếp sống truyền thống dân tộc theo kiểu Á Đông và thường được cho là mặt trái, thiếu lành mạnh và tiêu cực với một số hiện tượng như sống thử, đổi vợ làm tình, lối sống nổi loạn, thác loạn, văn hóa qua đêm, lối sống hào nhoáng, chạy theo giá trị đồng tiền, lối sống buông thả lối sống công nghiệp của phương Tây.

## Sức khỏe
Sức khỏe của một cá nhân phụ thuộc rất nhiều vào lối sống của họ. Duy trì sức khỏe thể chất và tinh thần quan trọng đối với tuổi thọ của cá nhân. Thời gian dành cho vệ sinh, thể dục, thể thao, và quy định chế độ ăn uống, lối sống lành mạnh mà họ có, tạm gọi là lối sống điều độ. Những người đã chọn để tham gia vào bất kỳ loại hoạt động thể chất hàng tuần thường khỏe mạnh hơn những người không tham gia rèn luyện.
Bệnh tâm thần có thể xảy ra thông qua lối sống, ví dụ như bệnh trầm cảm có thể thúc đẩy bệnh tâm thần thông qua sự căng thẳng và lo lắng. Lý do bị trầm cảm có thể là do một số điều bao gồm mất việc làm, góa bụa, ly dị, trầm cảm có thể dẫn đến nguy cơ tăng tần số của những thói quen xấu không có lợi cho sức khỏe thể chất. Thói quen xấu cuối cùng có thể dẫn đến một lối sống tiêu cực. Một lối sống lành mạnh hay không lành mạnh sẽ rất có thể được truyền qua nhiều thế hệ.

## Môi trường sống
Có hai loại môi trường cho một lối sống: tự nhiên và xã hội. Môi trường tự nhiên là điều kiện trong đó một người, động vật, thực vật sinh sống. Đối với một lối sống cá nhân, ảnh hưởng của môi trường tự nhiên này là quan trọng, ví dụ như không khí trong lành, nước sạch, nhà cửa sạch sẽ, đường phố sạch sẽ có ảnh hưởng nhất định. Môi trường xã hội bao gồm không gian nơi một cá nhân sống và điều kiện làm việc, mức sống, mức thu nhập, trình độ học vấn, cộng đồng và tín ngưỡng tôn giáo bất kỳ (nếu có).

## Truyền thông
Công nghệ và truyền thông đa dạng có thể góp phần thay đổi cuộc sống của mọi người trong xã hội. Nó có tác động tích cực và tiêu cực đến cuộc sống hàng ngày. Sự tích cực và tiêu cực của công nghệ phụ thuộc vào việc tiếp xúc và sử dụng nó như thế nào.